# Lista över Svenska kyrkans församlingar i Göteborgs kommun
Lista över Svenska kyrkans församlingar i Göteborgs kommun. Svenska kyrkan utgår från sina församlingar. Varje gudstjänstfirande gemenskap kan sägas vara en församling, dvs de som samlas. Även lokalen eller kyrka där människorna samlas kan sägas ha sin egen församling (ex "Jag hör till Mariakyrkans församling"). Men ordet "församling" används också som den organisatoriska enhet av en eller flera kyrkor som betjänas av ett kyrkoråd och en kyrkoherde. Ibland samordnas flera församlingar, med ett gemensamt kyrkoråd och en gemensam kyrkoherde i ett så kallat pastorat. Eftersom Svenska kyrkan ser som sin uppgift att finnas till för de som befinner sig i Sverige, ses "församling" också som ett geografiskt område. Det går att ta reda på vilken adress som hör till vilken församling här. Exakt terminologi och organisation kan du läsa i Kyrkoordning för Svenska kyrkan.
2018 delades Göteborgs församlingar i Svenska kyrkan in i nio enheter och en separat begravningssamfällighet. Den tidigare kyrkliga samfälligheten, Svenska kyrkan i Göteborg upplöstes. Nu finns 28 församlingar som, förutom tre, är indelade i pastorat.

## Församlingar i Göteborg
Församlingar som inte ingår i pastorat
Askims församling
Lundby församling
Torslanda-Björlanda församling
Backa pastorat
Backa församling
Tuve-Säve församling
Carl Johans pastorat
Carl Johans församling
Högsbo församling
Masthuggs församling
Oscar Fredriks församling
Domkyrkopastoratet
Annedals församling
Domkyrkoförsamlingen
Haga församling
Johannebergs församling
Tyska Christinae församling
Vasa församling
Nylöse pastorat
Angereds församling
Bergsjöns församling
Kortedala församling
Nylöse församling
Västra Frölunda pastorat
Näsets församling
Styrsö församling
Tynnereds församling
Västra Frölunda församling
Älvsborgs församling
Örgryte pastorat
Björkekärrs församling
Härlanda församling
Sankt Pauli församling
Örgryte församling
Församlingarna och pastoraten samlas även i kontrakt, se Kontrakt i Göteborgs stift.